# Hastings (Oklahoma)
Hastings es un pueblo ubicado en el condado de Jefferson en el estado estadounidense de Oklahoma. En el año 2010 tenía una población de 143 habitantes y una densidad poblacional de 1.543,85 personas por km².

## Geografía
Hastings se encuentra ubicado en las coordenadas 34°13′39″N 98°6′31″O / 34.22750, -98.10861 (34.227375, -98.108673).

## Demografía
Según la Oficina del Censo en 2000 los ingresos medios por hogar en la localidad eran de $22,969 y los ingresos medios por familia eran $23,281. Los hombres tenían unos ingresos medios de $25,357 frente a los $17,083 para las mujeres. La renta per cápita para la localidad era de $13,017. Alrededor del 19.1% de la población estaban por debajo del umbral de pobreza.